# Ganadería incaica

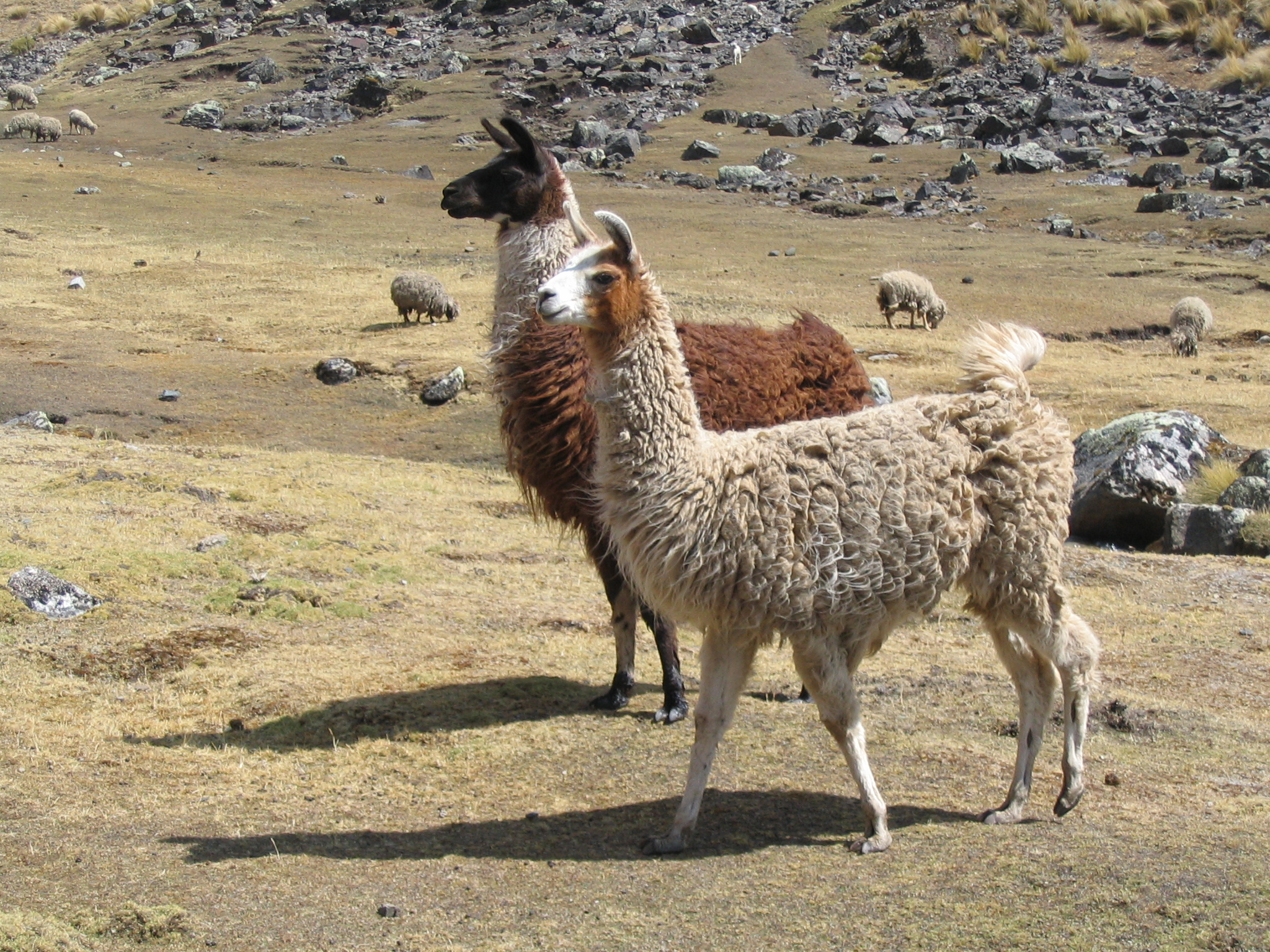
Los camélidos fueron un recurso esencial del Tahuantinsuyo. El Estado inca se preocupó de abastecerse tanto de la carne como de la fibra de estos animales.

La ganadería incaica hace referencia a como en los andes prehispánicos, los camélidos desempeñaron un papel verdaderamente importante en la economía. Particularmente fueron la llama y la alpaca —los únicos camélidos domesticados por el hombre andino— las que, criadas en casas de gran escala, fueron utilizadas para diferentes propósitos dentro del sistema de producción de los incas. Igualmente, fueron utilizadas otras dos especies de camélidos sin domesticar: la vicuña y el guanaco. Los guanacos eran cazados mediante los chacos (cacerías colectivas).
En la ganadería inca se usaron herramientas como: piedras, cuchillos o tumis, hachas que, según los cronistas, fueron de piedra y bronce y las sogas que eran elaboradas por ellos en su tiempo de ocio. Muchas de estas herramientas se usaron para esquilar a los camélidos, que luego eran puestos en libertad; así se aseguraban que su cantidad se mantuviese. Los guanacos, en cambio, eran cazados por su carne, que era muy apreciada.  

## Crianza de camélidos
Los camélidos sudamericanos conformaban una fuente valiosa de recursos. Su carne se consumía fresca o en charqui y chalona; con su lana confeccionaban hilos y tejidos; sus huesos, cuero, grasa y excrementos tenían aplicaciones diversas como: instrumentos musicales, calzado, medicinas y abono respectivamente. También eran animales preferidos para los sacrificios religiosos. Los rebaños comunales de camélidos se encontraban al cuidado de jóvenes, cuyas edades fluctuaban entre los doce y dieciséis años.
En zonas donde los rebaños comunales eran grandes, como la región del altiplano, a donde los pastos estaban lejos, es probable que su cuidado haya estado en manos de un especialista a dedicación exclusiva. Los cronistas mencionan dos nombres quechuas para los pastores: llama michi -que Garcilaso asocia con una baja condición social- y llama camayos, que designaba al cuidador de llamas o empleado responsable de los hatos. Los pastores estatales respondían por los animales que se encontraban a su cargo, cuya contabilidad y supervisión eran hechas por funcionarios designados por el Estado.

### Clasificación
El jesuita José de Acosta menciona que en el Antiguo Perú se realizaba la división de los hatos de camélidos según los colores de los animales. Había blancos, negros, pardos y moromoros, como llamaban a los de varios colores. Además, el cronista decía que los colores se tomaban en cuenta para los diversos sacrificios, de acuerdo con sus tradiciones y creencias. Garcilaso de la Vega añade que en los rebaños, cuando una cría salía de color distinto, una vez crecida la enviaban al hato que le correspondía. Esta división por tonalidades facilitaba su cuenta en los quipus, que se confeccionaban con lana del mismo color que el de los animales que querían contabilizar.

#### Domesticados
La llama y la alpaca eran especialmente importantes en la economía andina.

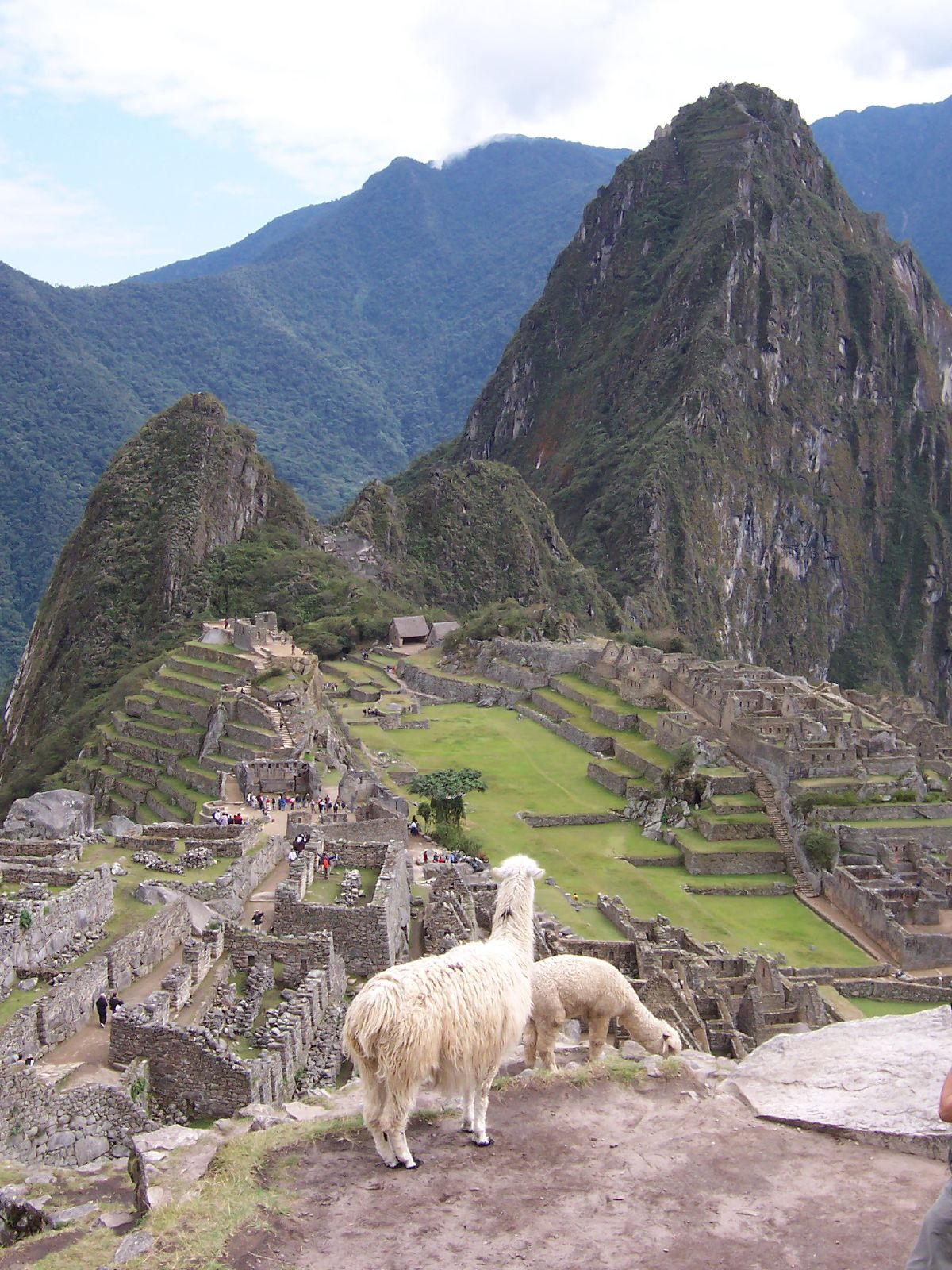
Vista de llamas en la ciudadela de Machu Picchu.

- Llama: los recursos proporcionados por la llama fueron utilizados al máximo. Así, su lana era hilada para transformarla en ropa para la gente de la sierra, pues los pobladores de la costa utilizaban el algodón para confeccionar sus vestimentas. Su carne era consumida tanto fresca como secada al sol y deshidratada (charqui); esto último permitía su conservación y almacenamiento en los depósitos. Además, eran sangradas por una vena de la quijada para preparar una comida especial con la sangre. Los cueros eran utilizados para preparar cuerdas, sandalias y otros objetos, mientras que su excremento seco era un excelente combustible, particularmente en las alturas donde no había árboles para conseguir leña.

Tal vez uno de los usos más apreciados de la llama fue el de bestia de carga, ya que podía acarrear hasta 40 kilos de peso y desplazarse fácilmente por las alturas más empinadas. Las caravanas de llamas estaban conformadas principalmente por machos. Para los viajes más largos, como entre el Collao y la costa, se prefería a «machos nuevos» de más o menos dos años de edad. La recua viajaba desde la madrugada hasta el mediodía, deteniéndose en lugares con agua y pastos. El mantenimiento de los animales no era difícil, en vista de que no se les proporcionaba otro forraje que los pastos encontrados en la ruta. Los animales se alimentaban durante la tarde y rumiaban por la noche. Finalmente también eran sacrificadas como ofrendas y sus órganos servían para leer los augurios
- Alpaca: proporcionaba básicamente su lana -de calidad inferior a la de la vicuña- para los tejidos más finos y lujosos. Los pastizales necesarios para su crianza siguieron pautas similares a las de la tenencia de la tierra agrícola. Los ayllus disponían de pastos para sus animales, al igual que los curacas, los grandes señores de las macroetnias, las huacas y los pastos especiales del Inca. Tanto las investigaciones arqueológicas como los documentos de archivos refieren la existencia de hatos de camélidos en la costa mucho antes de la conquista inca: desde la época precerámica. Estos debieron alimentarse en la región de lomas y en los bosques de algarrobales que hoy se encuentran casi totalmente depredados. Cuando las lomas se secaban, los animales se alimentaban con las vainas de los algarrobos.

#### No domesticados
La vicuña y el guanaco no habían sido domesticados en la época de los incas.

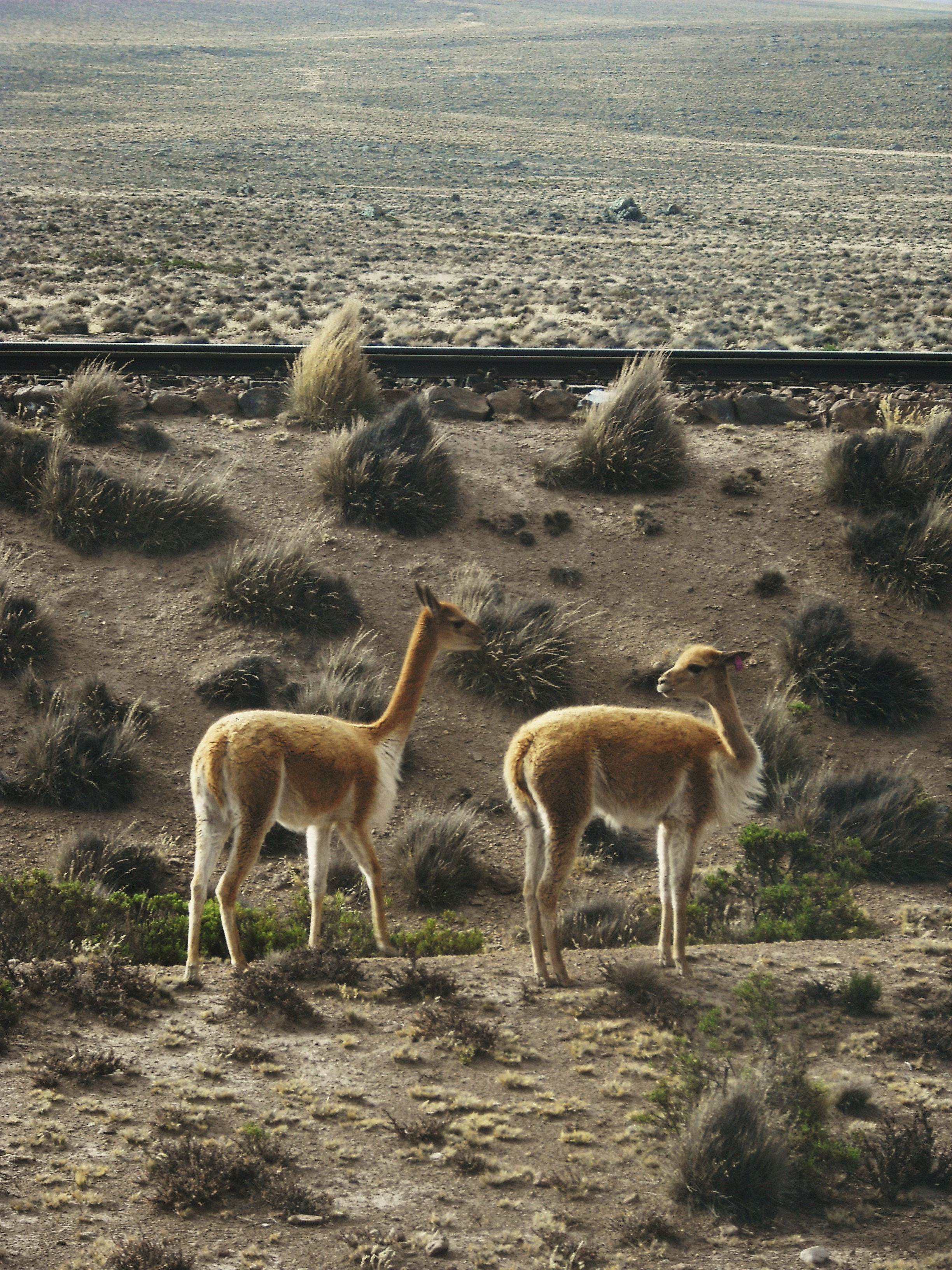
Vicuñas en la reserva nacional de Salinas y Aguada Blanca.

- Vicuña: los cronistas afirman que a las vicuñas nunca se les daba muerte. De ellas se buscaba obtener su lana que era muy apreciada. La ropa del inca y la que sería destinada a las ofrendas se confeccionaba de esta lana. Era cazada mediante los chacos (cacerías colectivas) para ser esquiladas y luego puestas en libertad; así se aseguraban que su cantidad se mantuviese. Los guanacos en cambio, eran cazados por su carne, que era muy apreciada.

- Guanaco: el camélido más difundido en términos geográficos era el guanaco, pues se le encontraba desde los ámbitos subecuatoriales hasta la Tierra del Fuego. Sobre los guanacos, señala el cronista Pedro Cieza de León, se cazaban para hacer charqui, que era almacenado en los depósitos «para alimentar al ejército». Eran cazados por su carne, al ser esta muy apreciada.

### Reseña del consumo
La visita de Garci Diez de San Miguel a la provincia de Chucuito es un documento que proporciona interesante información con relación a la riqueza ganadera de dicha región. De aquí sabemos que un indio del común, por ejemplo, podía poseer hasta mil cabezas de camélidos, mientras que un señor principal podía llegar a tener hasta cincuenta mil. La ganadería ciertamente constituyó una fuente importante de riqueza en los tiempos prehispánicos.
Los cronistas señalan que se comía la carne de todos los camélidos, pero debido a las restricciones que existían para su matanza su consumo debió haber sido todo un lujo. Probablemente la población tenía acceso a carne fresca solo en el ejército o en ocasiones ceremoniales, cuando se hacía una amplia distribución de los animales sacrificados.
En la época de la Colonia, los pastos fueron desapareciendo o empobreciéndose debido exclusivamente a la presencia masiva de los animales introducidos por los españoles y los hábitos alimenticios que estos tenían. El ambiente andino sufrió un cambio considerable con los animales domésticos que llegaron con la Conquista. [cita requerida]

## Crianza de otros animales
Los animales domesticados en el incanato fueron principalmente los camélidos. También domesticaron al cuy o cobayo. Aunque no se han encontrado muestras significativas de cuy en los Andes, por lo que se cree que su domesticación era menor o en pocas proporciones. Actualmente el cuy forma parte de la dieta de los pueblos andinos. De igual forma, los patos y pagos a la madre naturaleza en el incanato eran criados en casa al ser muy valorado el consumo de su carne.
Según crónica de la colonización española, los pobladores de la selva alta, llamados entonces indios yuncas, criaban animales mansos y domésticos como los cuyes y pavos.